# Az éhezők viadala: A kiválasztott – Befejező rész
Az éhezők viadala: A kiválasztott – Befejező rész (eredeti cím: The Hunger Games: Mockingjay – Part 2) 2015-ben bemutatott amerikai sci-fi kalandfilm, melyet Francis Lawrence rendezett, valamint Peter Craig és Danny Strong írt. Suzanne Collins Az éhezők viadala című regényének ez a negyedik kötete, és Az éhezők viadala: A kiválasztott – 1. rész (2014) folytatása. A trilógiából ez az egyetlen rész, melyet két részben mutattak be.
A főszerepet Jennifer Lawrence, Josh Hutcherson, Liam Hemsworth, Woody Harrelson, Elizabeth Banks, Julianne Moore, Philip Seymour Hoffman, Jeffrey Wright, Stanley Tucci és Donald Sutherland alakítja.
Az Amerikai Egyesült Államokban 2014. november 21-én mutatták be, Magyarországon egy nappal hamarabb szinkronizálva, november 20-án a Fórum Hungary forgalmazásában.
A projekt általánosságban pozitív kritikákat kapott az értékelőktől. A Metacritic oldalán a film értékelése 65% a 100-ból, ami 44 véleményen alapul. A Rotten Tomatoeson Az éhezők viadala: A kiválasztott – Befejező rész 70%-os minősítést kapott, 231 értékelés alapján. A forgatás mindkét része 2013. szeptember 23-án kezdődött Atlantában, és hivatalosan 2014. június 20-án fejeződött be Berlinben.

## Cselekménye
A lázadók főjátékmestere ötlete alapján a lázadók elit csapata a valódi harcoló alakulatok mögött több nappal lemaradva halad, miközben kamerák veszik őket. Ennek célja propagandafilmek készítése, amikkel ösztönözni lehet a lázadókat a további harcra. Azonban Snow elnök aljas csapdákat helyeztet el szinte minden utcasarkon, amik automatikusan működésbe lépnek, amint valaki megközelíti őket. Mivel a Kapitólium külső körzetét már elhagyta a lakosság, ott csak a lázadók tagjai mozognak. Katnisst egy akció során lövés éri, látszólag meghal (de később felépül). Katniss korábbi partnere és társa, Peeta, Snow elnök utasítására agymosáson esett keresztül, így a lázadók nem bíznak benne.
Egy újabb csapda leküzdése után, amiben valami fekete anyag önti el a teret, ahol tartózkodtak, emeletnyi magasságig, a csapat visszavonul, egy sebesültet és egy őt támogató társukat hátrahagyva. Az ellenség körülveszi a két lázadót, és egyetlen lövéssel romba döntik az épületet, amiben tartózkodnak. Ezt mindkét harcoló oldal a maga javára igyekszik tálalni, mintha Katniss is meghalt volna a támadásban.
A lázadók elit csapata a csapdák elől a föld alatt folytatja útját a Kapitólium felé. A föld alatti járatokat egyikük jól ismeri, mert hosszú évekig ott kellett élnie. A föld alatt azonban „mutánsok” támadnak rájuk, akik zombiként viselkednek. Néhány lázadó katona, köztük Finnick Odair is áldozatul esik a zombik tömeges támadásának.
Közben a tévében mindkét oldal legfőbb vezetője nyilatkozatokat tesz, Snow elnök és a lázadók vezetője is.
Snow elnök felszólítja a belső körzetben élő lakosságot, hogy vonuljanak a Kapitólium felé, ahol élelmet, gyógyszereket fognak kapni és biztonságot ígér nekik.  A felhívást kihasználva a lázadók elit csapata álcázva a tömeg közé vegyül, hogy a Kapitólium közelébe jussanak. Katniss eltökélt szándéka ugyanis, hogy meg akarja ölni Snow elnököt.
A Kapitólium kapui azonban még zárva vannak, amikor a feltorlódott tömeg feje fölött egy kapitóliumi repülőgép jelenik meg, ami apró csomagocskákat szór a levegőbe, amik parányi ejtőernyőn ereszkednek lefelé. Azonban a csomagok a talaj közelében mind felrobbannak, sokak halálát okozva. Ezt a jelenetet is élőben közvetíti a tévé. Ekkora barbárság után a kapitóliumi hadsereg és Snow elnök belső őrsége is feladja az elnökért való harcot és átáll a lázadókhoz, így az elnök magára marad és harc nélkül elfogják. Az elnök azonban halálos beteg, a végső stádiumban van, időnként vért köhög fel. Snow elnök elmondja Katnissnak, hogy a tömeget bombázó „kapitóliumi repülőgép” valójában a lázadók repülőgépe volt, mivel az elnökük így akarta Snow elnökkel szembefordítani a saját katonáit (ami sikerült is neki).
A lázadók vezére a minél kisebb emberáldozat érdekében csak Snow elnököt akarja a nagy nyilvánosság előtt kivégeztetni, amit Katnissnak kellene végrehajtania. Ő azonban helyette a lázadók vezérét öli meg egy nyíllövéssel, látja ugyanis annak szándékát: Snow elnök eltávolítása után annak helyére lépni és tovább uralkodni.
Katniss visszatér régi otthonába, ahova nem sokkal később Peeta is követi. Egy későbbi jelenetben két apró gyermekükkel a szabadban játszanak.

## Szereplők
| Színész                  | Szereplő                                                                   | Magyar hang   |
| ------------------------ | -------------------------------------------------------------------------- | ------------- |
| Jennifer Lawrence        | Katniss Everdeen, 17 éves, a 12. körzet egykori női győztese, kiválasztott | Földes Eszter |
| Josh Hutcherson          | Peeta Mellark, a 12. körzet egykori győztese, kiválasztott                 | Szatory Dávid |
| Liam Hemsworth           | Gale Hawthorne, Katniss legjobb barátja                                    | Fehér Tibor   |
| Donald Sutherland        | Snow elnök, Panem vezetője                                                 | Fodor Tamás   |
| Sam Claflin              | Finnick Odair, 4. körzet egykori férfi győztese, kiválasztott              | Dévai Balázs  |
| Stanley Tucci            | Caesar Flickerman, műsorvezető                                             | Kulka János   |
| Jeffrey Wright           | Beetee, a 3. körzet egykori férfi győztese, kiválasztott                   | Rába Roland   |
| Philip Seymour Hoffman † | Plutarch Heavensbee, főjátékmester, a kapitóliumi lázadók vezetője         | Epres Attila  |
| Elizabeth Banks          | Effie Trinket, a 12. körzet kísérője                                       | Csere Ágnes   |
| Mahershala Ali           | Boggs                                                                      | Welker Gábor  |
| Woody Harrelson          | Haymitch Abernathy, a 12. körzet egykori győztese, mentor                  | Stohl András  |
| Julianne Moore           | Alma Coin, a 13. körzet elnöke                                             | Fehér Anna    |
| Willow Shields           | Primrose Everdeen, Katniss húga                                            | Nyári Liza    |
| Robert Knepper           | Antonius, Snow elnök minisztere                                            | Tarján Péter  |
| Natalie Dormer           | Cressida, kapitóliumi filmrendező                                          | Bozó Andrea   |

További magyar hangok: Szilágyi Kata, Téglás Judit, Fülöp-Nagy Lajos, Fellegi Lénárd, Fehér Dániel, Fehérváry Márton, Dobó Enikő, Ács Norbert, Bohoczki Sára, Nyakó Júlia, Horváth Illés, Trokán Nóra, Homonnai Kata, Bozó Andrea, Seres Dániel, Czifra Krisztina, Andrusko Marcella, Kis-Kovács Luca, Horváth Illés, Jelinek Éva, Bognár Gyöngyvér